# Kazimierz Chabaj
Kazimierz Chabaj (ur. 26 stycznia 1893 w Rzeszowie, zm. 1978) – polski polityk, poseł na Sejm Ustawodawczy (1947–1952).

## Życiorys
W latach 1914–1918 służył w armii austriackiej w stopniu plutonowego, w latach 1918–1922 w Wojsku Polskim jako starszy sierżant w kolumnie samochodowej. Po zwolnieniu z wojska rozpoczął pracę w kolejnictwie jako ślusarz, następnie uzyskał stanowisko maszynisty parowozowego.
Po wojnie powierzono mu stanowisko zastępcy naczelnika Parowozowni Głównej w Rzeszowie, następnie kierownika Wydział Napraw przy Poddyrekcji Rzeszów. Był prezesem Oddziału Związku Zawodowego Kolejarzy w Rzeszowie.
Działacz PPS, wiceprzewodniczący WK PPS w Rzeszowie. Od 1945 członek Wojewódzkiej Rady Narodowej w Rzeszowie. 29 grudnia 1945 dokooptowany do KRN jako poseł. W styczniu 1947 wybrany posłem na Sejm Ustawodawczy z okręgu Rzeszów. Członek Związku Parlamentarnego Polskich Socjalistów. 5 października 1948 usunięty z PPS.

## Ordery i odznaczenia
- Złoty Krzyż Zasługi (12 czerwca 1946)[1]